# البياثلون في الألعاب البارالمبية الشتوية 2018
نُظمت منافسات البياثلون في دورة الألعاب البارالمبية الشتوية 2018 في مركز البياثلون في ألبينسيا. حيث أقيمت الفعاليات الثمانية عشر في أيام 10 و13 و16 مارس 2018. 

## الفعاليات
شمل البرنامج ستة أنواع من الفعاليات (ثلاثة للرجال وثلاثة للسيدات) قُسمت إلى ثلاثة تصنيفات لكل منها (وضعية الجلوس، وضعية الوقوف، وضعف البصر)، بإجمالي 18 فعالية. المتزلجون الثنائيون بوضعية الوقوف هم أولئك الذين يعانون من إعاقة حركية ولكنهم قادرون على استخدام نفس المعدات التي يستخدمها المتزلجون الأصحاء، في حين يستخدم المتزلجون بوضعية الجلوس الزلاجة المقعدية. يتنافس المتزلجون من ذوي الإعاقة البصرية بمساعدة مرشد مبصر ونظام تصويب صوتي. ويعتبر المتزلج ذو الإعاقة البصرية والمرشد فريقًا واحدًا، وتمنح لهم ميداليات مزدوجة. 
مسابقات الرجال

- 7.5 كلم
- 12.5 كلم
- 15 كلم

مسابقات السيدات

- 6 كلم
- 10 كلم
- 12.5 كلم

## جدول المسابقات
وفيما يلي جدول المسابقات لجميع الفعاليات. 
جميع الأوقات محلية ( UTC+9 ).
| التاريخ | التوقيت | المسابقة                       |
| ------- | ------- | ------------------------------ |
| 10 مارس | 10:00   | 6 كم للسيدات – وضعية الجلوس    |
| 10 مارس | 10:25   | 7.5 كم للرجال – وضعية الجلوس   |
| 10 مارس | 11:45   | 6 كم للسيدات– وضعية الوقوف     |
| 10 مارس | 12:05   | 7.5 كم للرجال – وضعية الوقوف   |
| 10 مارس | 13:15   | 6 كم للسيدات – ضُعف البصر       |
| 10 مارس | 14:00   | 7.5 كم للرجال – ضُعف البصر      |
| 13 مارس | 10:00   | 10 كم للسيدات – وضعية الجلوس   |
| 13 مارس | 10:55   | 12.5 كم للرجال – وضعية الجلوس  |
| 13 مارس | 12:30   | 10 كم للسيدات – وضعية الوقوف   |
| 13 مارس | 12:50   | 12.5 كم للرجال – وضعية الوقوف  |
| 13 مارس | 14:20   | 10 كم للسيدات – ضُعف البصر      |
| 13 مارس | 14:40   | 12.5 كم للرجال – ضُعف البصر     |
| 16 مارس | 10:00   | 12.5 كم للسيدات – وضعية الجلوس |
| 16 مارس | 10:20   | 15 كم للرجال – وضعية الجلوس    |
| 16 مارس | 12:00   | 12.5 كم للسيدات – وضعية الوقوف |
| 16 مارس | 13:00   | 15 كم للرجال – وضعية الوقوف    |
| 16 مارس | 14:40   | 12.5 كم للسيدات – ضُعف البصر    |
| 16 مارس | 14:50   | 15 كم للرجال – ضُعف البصر       |

## ملخص الميداليات

### جدول الميداليات
*   البلد المضيف (مضيف)
| المرتبة | فريق                                   | ذهبية | فضية | برونزية | المجموع |
| ------- | -------------------------------------- | ----- | ---- | ------- | ------- |
| 1       | الرياضيون البارالمبيون المحايدين (NPA) | 5     | 5    | 1       | 11      |
| 2       | أوكرانيا (UKR)                         | 4     | 5    | 5       | 14      |
| 3       | ألمانيا (GER)                          | 3     | 0    | 2       | 5       |
| 4       | الولايات المتحدة (USA)                 | 2     | 4    | 1       | 7       |
| 5       | فرنسا (FRA)                            | 2     | 1    | 1       | 4       |
| 6       | بيلاروس (BLR)                          | 1     | 2    | 3       | 6       |
| 7       | كندا (CAN)                             | 1     | 1    | 4       | 6       |
| 8       | النرويج (NOR)                          | 0     | 0    | 1       | 1       |
| المجموع | المجموع                                | 18    | 18   | 18      | 54      |

### مسابقات السيدات
| المسابقة | الفئة        | الذهبية | الذهبية | الفضية | الفضية  | البرونزية                                                                                   | البرونزية |
| -------- | ------------ | --- | ------- | --- | ------- | ------------------------------------------------------------------------------------------- | --------- |
| 6 كلم    | ضعف البصر    | ميخالينا ليسوفا [الإنجليزية] · المرشد [الإنجليزية]: أليكسي إيفانوف [الإنجليزية] · الرياضيون البارالمبيون المحايدين | 18:48.3 | أوكسانا شيشكوفا [الإنجليزية] · المرشد [الإنجليزية]: فيتالي كازاكوف [الإنجليزية] · أوكرانيا                         | 19:26.4 | سفيتلانا سخانينكا [الإنجليزية] · المرشد [الإنجليزية]: رامان ياتشانكا [الإنجليزية] · بيلاروس | 20:28.2   |
| 6 كلم    | وضعية الجلوس | كيندال جريتش [الإنجليزية] · الولايات المتحدة                                                                       | 21:52.0 | أوكسانا ماسترز · الولايات المتحدة                                                                                  | 22:14.8 | ليديزيا هرافيفا [الإنجليزية] · بيلاروس                                                      | 22:16.3   |
| 6 كلم    | وضعية الوقوف | إيكاترينا روميانتسيفا [الإنجليزية] · الرياضيون البارالمبيون المحايدين                                              | 17:06.1 | آنا بورميستروفا [الإنجليزية] · الرياضيون البارالمبيون المحايدين                                                    | 17:21.8 | ليودميلا لياشينكو [الإنجليزية] · أوكرانيا                                                   | 17:44.4   |
| 10 كلم   | ضعف البصر    | أوكسانا شيشكوفا [الإنجليزية] · المرشد [الإنجليزية]: فيتالي كازاكوف [الإنجليزية] · أوكرانيا                         | 37:58.9 | ميخالينا ليسوفا [الإنجليزية] · المرشد [الإنجليزية]: أليكسي إيفانوف [الإنجليزية] · الرياضيون البارالمبيون المحايدين | 40:12.4 | كلارا كلوغ · المرشد [الإنجليزية]: مارتن هارتل · ألمانيا                                     | 42:01.6   |
| 10 كلم   | وضعية الجلوس | أندريا إسكاو · ألمانيا                                                                                             | 42:36.6 | مارتا زينولينا · الرياضيون البارالمبيون المحايدين                                                                  | 43:52.1 | مارتا زينولينا [الإنجليزية] · الرياضيون البارالمبيون المحايدين                              | 44:25.5   |
| 10 كلم   | وضعية الوقوف | إيكاترينا روميانتسيفا [الإنجليزية] · الرياضيون البارالمبيون المحايدين                                              | 34:10.0 | آنا بورميستروفا [الإنجليزية] · الرياضيون البارالمبيون المحايدين                                                    | 35:30.0 | ليودميلا لياشينكو [الإنجليزية] · أوكرانيا                                                   | 36:23.6   |
| 12.5 كلم | ضعف البصر    | ميخالينا ليسوفا [الإنجليزية] · المرشد [الإنجليزية]: أليكسي إيفانوف [الإنجليزية] · الرياضيون البارالمبيون المحايدين | 37:42.6 | أوكسانا شيشكوفا [الإنجليزية] · المرشد [الإنجليزية]: فيتالي كازاكوف [الإنجليزية] · أوكرانيا                         | 40:31.1 | كلارا كلوغ · المرشد [الإنجليزية]: مارتن هارتل · ألمانيا                                     | 41:05.9   |
| 12.5 كلم | وضعية الجلوس | أندريا إسكاو [الإنجليزية] · ألمانيا                                                                                | 49:41.2 | أوكسانا ماسترز · الولايات المتحدة                                                                                  | 50:00.0 | ليديزيا هرافيفا [الإنجليزية] · بيلاروس                                                      | 50:57.0   |
| 12.5 كلم | وضعية الوقوف | آنا ميلينينا · الرياضيون البارالمبيون المحايدين                                                                    | 38:56.8 | إيكاترينا روميانتسيفا [الإنجليزية] · الرياضيون البارالمبيون المحايدين                                              | 39:00.6 | بريتاني هداك [الإنجليزية] · كندا                                                            | 41:20.7   |

### مسابقات الرجال
| المسابقة | الفئة        | الذهبية                                                            | الذهبية | الفضية                                                               | الفضية  | البرونزية                                                              | البرونزية |
| -------- | ------------ | ------------------------------------------------------------------ | ------- | -------------------------------------------------------------------- | ------- | ---------------------------------------------------------------------- | --------- |
| 7.5 كلم  | ضعف البصر    | فيتالي لوكيانينكو · المرشد [الإنجليزية]: إيفان مارشيشاك · أوكرانيا | 19:51.0 | يوري هولوب · المرشد [الإنجليزية]: دميتري بودزيلوفيتش · بيلاروس       | 20:05.1 | أناتولي كوفاليفسكي · المرشد [الإنجليزية]: أوليكساندر موكشين · أوكرانيا | 20:30.1   |
| 7.5 كلم  | وضعية الجلوس | دانييل كنوسن · الولايات المتحدة                                    | 23:49.7 | دميتري لوبان · بيلاروس                                               | 23:57.0 | كولين كاميرون (متسابق بياثل) · كندا                                    | 23:59.0   |
| 7.5 كلم  | وضعية الوقوف | بنيامين دافيت · فرنسا                                              | 17:56.6 | مارك أريندز · كندا                                                   | 18:25.9 | ايغور ريبتيوخ · أوكرانيا                                               | 18:40.9   |
| 12.5 كلم | ضعف البصر    | يوري هولوب · المرشد [الإنجليزية]: دميتري بودزيلوفيتش · بيلاروس     | 39:23.7 | أوليكساندر كازيك · المرشد [الإنجليزية]: سيرجي كوتشياريافي · أوكرانيا | 39:26.1 | يوري أوتكين · المرشد [الإنجليزية]: رسلان بيريخوده · أوكرانيا           | 40:19.4   |
| 12.5 كلم | وضعية الجلوس | تاراس راد · أوكرانيا                                               | 45:35.6 | دانييل كنوسن · الولايات المتحدة                                      | 46:37.3 | آندي سول · الولايات المتحدة                                            | 47:08.7   |
| 12.5 كلم | وضعية الوقوف | بنيامين دافيت · فرنسا                                              | 35:25.3 | ايغور ريبتيوخ · أوكرانيا                                             | 35:31.8 | مارك أريندز · كندا                                                     | 35:45.7   |
| 15 كلم   | ضعف البصر    | فيتالي لوكيانينكو · المرشد [الإنجليزية]: إيفان مارشيشاك · أوكرانيا | 45:12.9 | أوليكساندر كازيك · المرشد [الإنجليزية]: سيرجي كوتشياريافي · أوكرانيا | 45:36.5 | أنطوني شالينسون · المرشد [الإنجليزية]: سيمون فالفيردي · فرنسا          | 46:32.8   |
| 15 كلم   | وضعية الجلوس | مارك أريندز · ألمانيا                                              | 49:57.2 | دانييل كنوسن · الولايات المتحدة                                      | 50:42.7 | كولين كاميرون (متسابق بياثل) · كندا                                    | 50:59.1   |
| 15 كلم   | وضعية الوقوف | مارك أريندز · كندا                                                 | 42:52.2 | بنيامين دافيت · فرنسا                                                | 43:50.5 | نيلز-إريك أولسيت · النرويج                                             | 44:06.7   |

## وصلات خارجية
- الفائزون بالعديد من الميداليات – اللجنة البارالمبية الدولية للبياثلون – الموقع الرسمي
- كتاب النتائج الرسمية – البياثلون